# جنود الزيت
جنود الزيت (بالألمانية: Ölsoldaten) هو اسمٌ أُطلِق على جنود الجيش السويسري المُسمَمين عن طريق الخطأ في عام 1940، أثناء إعداد خبز مقلي بالجبن (بالألمانية: Käseschnitten)، حيث اختلط الزيت المعدني (النفط) بالفوسفات ثلاثي الكريزيل؛ والذي كان يُستخدم كمادة مبردة لآلات القذف واستُخدم بالخطأ في إعداد الطعام.

## مجرى الأحداث
في 29 يوليو 1940 اختلط زيت الفول السوداني -المُستخدم في إعداد الطعام في معسكر في راميسويل مقاطعة في مدينة كانتون- مع الزيت المُبرد لآلات القذف عن طريق الخطأ ثم استُخدم لإعداد الجبن المقلي. وهذا حدث لأنه بعد المناورة حُفِظ الزيت المُبرد في زجاجات زيت الطعام، كما أن هذا الزيت لا يمكن تفريقه عن زيت الطعام سواءً بالمذاق أو بالشكل الخارجي.
أدى هذا إلى إصابة 74 جنديًا و10-12 مدنيًا بتسممٍ من فوسفات ثلاثي الكريزيل؛ مما أدى إلى شللٍ في الأقدام وفي بعض الحالات كان وخيمة ولا يمكن شفاؤه. كان هُناك مدنييون من ضمن المصابين؛ وذلك لأنَّ الجنود اعتادوا مشاركة مقنناتهم مع المدنيين وأطفالهم. وُصفت 32 حالة بالوخيمة و20 حالة أُصيبت بعجزٍ كامل. مؤخراً في نفس العام، حدث نفس الخطأ في مقاطعة شويز حيث عاني على الأقل 17 جنديًا من أضرارٍ صحيةٍ دائمةٍ نتيجة تحضير بعض الخضروات بزيت التبريد المُستخدم في آلات القذف.

## التأثير
انتشرت أخبار جنود الزيت في جميع أرجاء سويسرا. في 1947 استُخدمت أول إذاعة راديو في التضامن السويسري في القطاع المتحدث بالألمانية في سويسرا في جمع تبرعات لمساعدتهم. هذه التبرعات لمعالجة المعاقين. وساعدت هذه الحادثة في مراجعة قانون التأمين الصحي السويسري للجنود. التأمين الصحي السويسري للجنود يدفع 46.1 مليون فرنك سويسري لجنود الزيت وذلك حتى عام 2015. قانونياً، عُوقب طبيب الكتيبة العسكرية بالسجن لمدة 45 يوم بسبب تقصيره في أداء واجبه. لأنه رفض زيارة الجنود المرضى في غرفهم في ليلة الحادث، لأنه ظن أن الإصابة ليست خطيرة.
يُعد كريستوف فون بلارير آخر جنديٍ من جنود الزيت، وكان قد توفي بتاريخ 8 أبريل 2014 في إيش ببازل لاندشافت [الإنجليزية]، عن عُمر ناهز 98 عامًا.